# Mike Harris
Mike Harris, född 9 juni 1967 i Georgetown, Ontario, är en kanadensisk curlingspelare.
Han tog OS-silver i herrarnas curlingturnering i samband med de olympiska curlingtävlingarna 1998 i Nagano.